# Милена Ђорђевић
Милена Ђорђевић (Београд, 10. октобар 1977) српска је телевизијска и позоришна глумица.
Глуму је завршила на Академији уметности у Новом Саду, а дипломирала у класи професорке Виде Огњеновић. Удата је за Милоша Ђорђевића, такође глумца.

## Каријера

### Телевизија
Прву телевизијску улогу забележила је у серији Стижу долари, где је тумачила лик снаје Зорикиде у породици Шћепановић. Појавила се и у првој епизоди серије Идеалне везе из 2005. године. Нешто касније се појавила и у америчком филму Затамњење (Fade to Black) из 2006. у улози Флавије. Након епизодних улога у серијама Војна академија и Ургентни центар, појавила се у филму Дејана Зечевића Изгредници, који је премијерно приказан 2017. године.

#### Филмографија
| Год.       | Назив           | Улога                           |
| ---------- | --------------- | ------------------------------- |
| 2000-е     |                 |                                 |
| 2004—2006. | Стижу долари    | Зорикида Шћепановић             |
| 2005.      | Идеалне везе    |                                 |
| 2006.      | Затамњење       | Флавија                         |
| 2010-е     |                 |                                 |
| 2014.      | Војна академија | Кашанинова жена                 |
| 2014.      | Ургентни центар | Софија Шантић                   |
| 2017.      | Изгредници      | Новинарка                       |
| 2018.      | Погрешан човек  | Жена првог Михајловог пријатеља |
| 2019.      | Нек иде живот   | Габи                            |
| 2020-е     |                 |                                 |
| 2020.      | Убице мог оца   | Слађана Савић                   |
| 2021.      | Дрим тим        | Гордана                         |

### Позориште
По окончању студија, Милена је приступила Народном позоришту у Београду најпре као стипендиста, да би стална чланица драмског ансамбла постала 2002. године. Написала је сценарио за представе Дар и Бајкохолик. Представа Дар је премијерно изведена на међународни Дан људских права, 10. децембра 2014. године, на сцени Раша Плаовић националног театра. Комад прати главног јунака Косту, дечака у стању аутизма, као и живот породице током његовог одрастања. Професионалну режију по први пут потписао је њен супруг и колега, Милош Ђорђевић.

#### Позоришне улоге
У позоришту је остварила многобројне улоге, а неке од значајнијих су:
- За сада нигде (Сара)
- Играјући жртву (Оља, Људмила)
- Слуга двају господара (Беатриче)
- Рибарске свађе (Кека)
- Кир Јања (Катица)
- Развојни пут Боре Шнајдера (Перекитка)
- Велика драма (Другарица Јаница)
- 10, 9, 8… (Марија – Посланик)
- Хобит (Вилинска краљица)
- Тврђава Европа (Инес)
- Птиче (Медвед)
- Нова Страдија (Чуварка азила за противзаконито болесне)
- Фауст I (Манто)
- Фауст II (Панталида)
- Жена бомба (Жена бомбаш)

Појављује се, такође и у комаду Афтер Драгана Маринковића Маце, рађеном по угледу на америчку комедију After sex, која приказује разговор парова након односа.

## Награде
- Награда за најбоље одиграну улогу на првом Дечјем позоришном фестивалу Чупава бајка у Бијељини, за улогу Грдане у представи Успавана лепотица, у продукцији Агенције Сцена из Београда
- Награда за режију Мирослав Беловић, за представу Дар, рађену по њеном тексту